# 檀香刑
《檀香刑》，中国著名作家，诺贝尔文学奖得主莫言的长篇小说，先后由作家出版社、上海文艺出版社出版发行。

## 内容
清朝末年，1900年，德意志帝国侵略中国，把山东划分为它的势力范围，德国人在山东修胶济铁路，运送山东的矿藏，清廷内忧外患，义和团运动兴起，祭出“扶清灭洋”的口号，损毁铁路、电线杆等西方设施，慈禧太后意图借助义和团来对付洋人，同时也为了防止义和团做大，派遣袁世凯去暗中操作，但是洋人联合起来，组成了八国联军，一路攻打到北京城，对北京城内挨家挨户进行了洗劫和抢掠，并且逼迫清廷签订了不平等条约《辛丑条约》，中华大地开始掀起了新一轮的抵抗外侮和反对清廷的斗争，山东高密县东北乡则是其中一个典型示例。

## 角色
- 眉娘，民女，父亲孙丙，丈夫赵小甲，公公赵甲。
- 赵甲，眉娘公公，京城刑部大堂的首席刽子手，当差40年，杀人无数，比高密县一年的西瓜产量还多。
- 孙丙，眉娘父亲，因家人被德军所杀愤以加入义和团，被抓後施以檀香刑。
- 钱丁，县太爷，眉娘情夫，清廷政府官员。
- 赵小甲，眉娘丈夫，杀狗宰猪的屠户，父亲是赵甲。
- 钱雄飞，袁世凯身边的军官，因企图刺杀袁氏被处以500刀凌迟。
- 慈禧太后，晚清实际掌权者，摄政者。
- 李莲英，慈禧身边的红人，大太监。
- 袁世凯，清朝大臣，晚清当权者。

## 风格
全书分为凤头、猪肚、豹尾三大部分，结合魔幻现实主义和中国民间文学，展现了一幅晚清史的画卷。

## 奖项
2002年，鼎钧双年文学奖；入围第六届茅盾文学奖；台湾联合报“2001年十大好书奖”；中国小说学会“2001年度小说排行榜”。

## 其他
莫言对该书没有拍成电影一事，感到极大的遗憾。